# Croix de Bourgogne
 (juillet 2012).
Si vous disposez d'ouvrages ou d'articles de référence ou si vous connaissez des sites web de qualité traitant du thème abordé ici, merci de compléter l'article en donnant les références utiles à sa vérifiabilité et en les liant à la section « Notes et références ».
Pour les articles homonymes, voir Drapeau de la Bourgogne.
La croix de Bourgogne (cruz de Borgoña en espagnol) est un emblème d'origine bourguignonne, qui consiste en une croix de saint André rouge jonchée de nœuds de branches coupées. Sa définition héraldique est « sautoir écoté ».
D'abord utilisé par les ducs de Bourgogne, cet emblème a par la suite été porté par la monarchie espagnole. Il fut un des emblèmes des rois d'Espagne depuis Philippe le Beau, jusqu'en 2014 où Felipe VI décide de ne plus l'utiliser. Elle reste présente comme support du blason du roi Juan Carlos Ier. Ce symbole est également utilisé dans d'autres territoires de l'ancien empire espagnol.
Elle est aussi utilisée en Belgique qui fit partie des Pays-Bas bourguignons puis espagnols et dont la croix fut l'un des symboles.

## Description
On appelle croix de Bourgogne une croix de saint André, généralement rouge sur fond blanc, aux branches hérissées des restes de ramifications qui ont été coupées. En héraldique, on parlera de « sautoir écoté de gueules ». On la retrouve sur de nombreux drapeaux des armées des ducs de Bourgogne puis sur ceux de leurs héritiers autrichiens et espagnols. La croix de Bourgogne est une forme particulière de croix de saint André ; les deux termes ne sont donc pas synonymes.
Les versions de cette croix sans les nœuds est également généralement appelée croix de Bourgogne même si parfois elle porte le nom de croix de saint Patrick. Une des origines de cette dernière pourrait être la croix de Bourgogne.

## Usage historique

### Bourgogne

Drapeau militaire de l’État bourguignon sous le règne de Charles le Téméraire

Les ducs de la maison de Valois-Bourgogne adoptèrent André comme saint patron et prirent pour cri d'armes « Montjoie, saint André ». Des étendards à croix de saint André rouge furent utilisés dans les armées des ducs de Bourgogne dès l’époque de Jean sans Peur, (1371-1419). Le but était de se démarquer, dans la Guerre civile entre Armagnacs et Bourguignons, face à la croix anglaise et la croix française, en ne prenant pas une croix droite. Son fils Philippe le Bon maintient et développe cet usage, reconnu par le traité d'Arras de 1435 et propagé dans l'ensemble de l'État bourguignon.
André devint aussi le patron de l'ordre de la Toison d’or.
Leurs héritiers Habsbourg conservèrent le culte dynastique pour André et le symbole de sa croix. Elle est toujours utilisée au début du XXIe siècle par l’armée espagnole. Sous les Habsbourg d’Espagne, le drapeau à croix de saint André fait office de symbole de la monarchie catholique et est utilisé aussi bien en Espagne, qu’en Amérique, aux Pays-Bas ou en Franche-Comté.

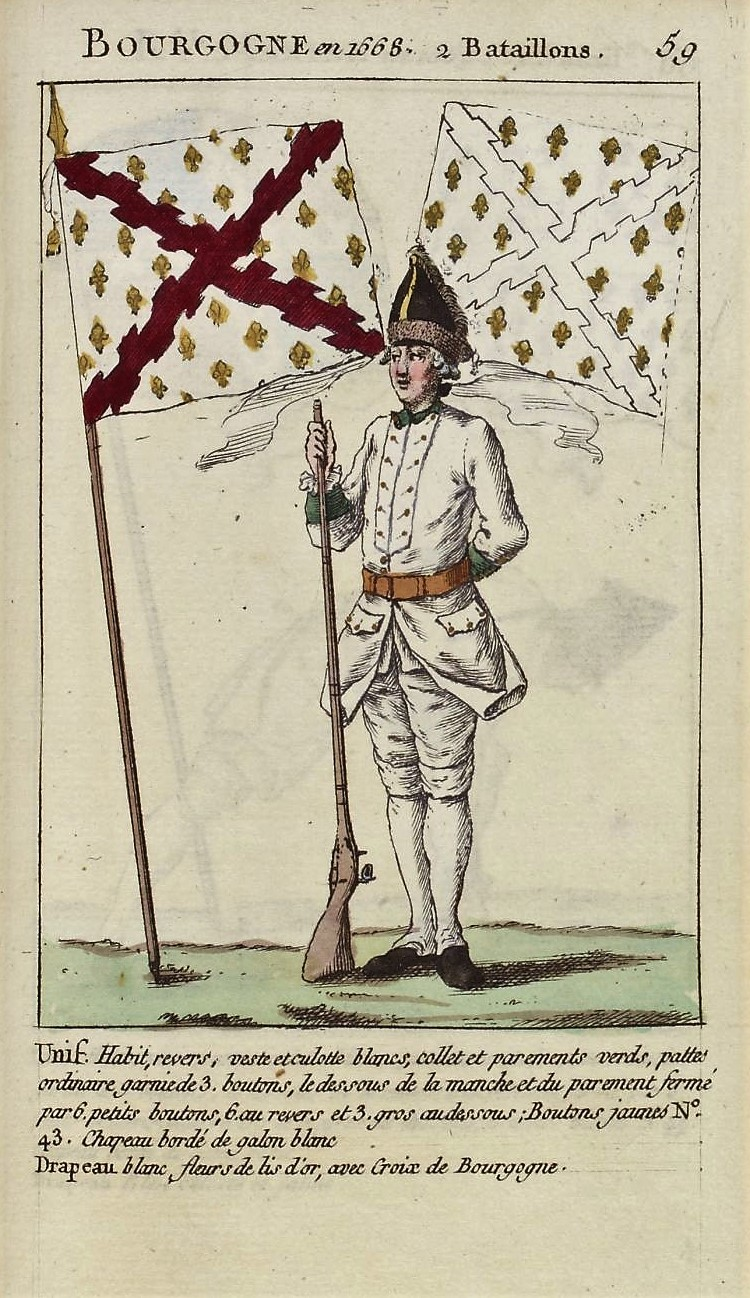
Uniformes et drapeaux du régiment de Bourgogne.

En 1668, Louis XIV créa un régiment de Bourgogne, d'infanterie, et une compagnie de chevau-légers de Bourgogne, ensuite « gendarmes de Bourgogne ». Les « gendarmes bourguignons » avaient sur leur étendard une grande croix de Bourgogne et quatre petites, plus des sautoirs sur le tablier des timbaliers, les fontes de pistolets.

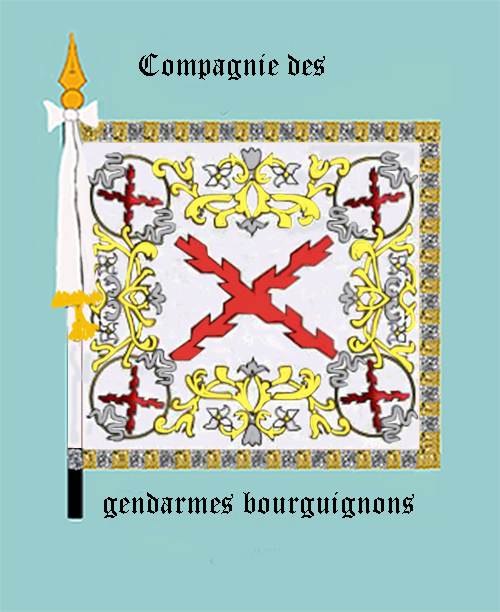
Étendard des gendarmes bourguignons.
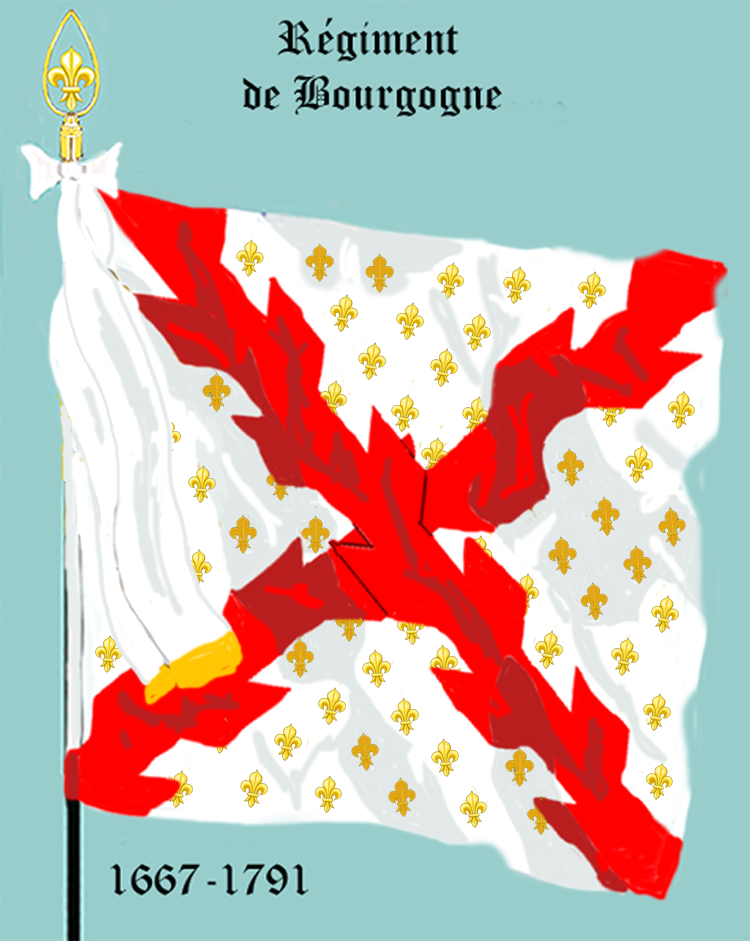
Drapeau d’ordonnance du régiment de Bourgogne de 1668 à 1791.

### Franche-Comté
La croix de Bourgogne fait partie de l’héritage légué à la Franche-Comté par les comtes de la maison de Valois-Bourgogne. Lorsque les guerres du XVIIe siècle opposent la France et le comté de Bourgogne (alors dernière terre bourguignonne), cet emblème antifrançais est fréquemment arboré par les patriotes comtois. Notamment, lors du siège d'Arbois de 1674, les Comtois hissent ce drapeau sur le clocher de l'église, en signe de résistance aux troupes françaises. Son utilisation est même courante dans un cadre plus officiel et il n’est pas rare de la rencontrer, seule ou aux côtés du lion d’Othon (sur le sceau du Parlement de Dole, par exemple).
Louis XIV souhaitait conquérir la totalité des anciens États bourguignons, en s’appuyant sur ses droits de descendant des ducs de Bourgogne qu’il tenait de sa mère et surtout de son épouse. C'est pourquoi il attribua à son premier petit-fils, né en 1682, le titre de « duc de Bourgogne ». La Franche-Comté avait été conquise en 1668 et restituée par le traité d’Aix-la-Chapelle. Les Francs-Comtois tinrent à affirmer leur fidélité au roi d’Espagne et pour ce faire ils fabriquèrent des plaques de cheminée où figurent l’écu de la Comté, entouré par le collier de la Toison d’or, accompagné de C couronnés, initiales de Charles II d'Espagne, et de croix de saint André écotées prises dans des briquets qui supportent aussi le bélier de la Toison.
C’est certainement pour répondre à cette plaque qu’on en fabriqua d'autres, sans doute dans le duché, où l’on voit la croix de Bourgogne écotée, placée derrière le briquet d’où pend le bélier, accostée de deux cailloux d’où sortent des flammes, le tout accompagné de trois fleurs de lys et de trois L.
Louis XIV décida de prendre pour lui cette croix devenue l'emblème par excellence de la Maison d'Espagne. Le régiment de Bourgogne, et plus tard le Royal-Comtois, eurent sur leurs drapeaux la croix de Bourgogne après la seconde conquête de la Franche-Comté. Il en fut de même des régiments de milice levés en Bourgogne et en Franche-Comté.
Les propos suivants de l'historien comtois Jules Chifflet (1615-1676) commentant l'utilisation de la croix de saint André par des unités de l'armée royale française illustre particulièrement bien l'attachement des Comtois à ce symbole de leur identité.

« Ils [les officiers du régiment] prirent pour drapeaux une croix de Bourgogne semée de fleurs de lys, dont si j'avois entrepris de décrire l'offense, il sembleroit que je voulusse l'aggraver […]. Nos anciens princes qui sont en l'autre vie, à la vue de cet étendard, auroient peine de croire un tel oubli de notre nation, sinon jugeant, comme tous les hommes sages firent, que Dieu fit entreprendre cette témérité pour nous humilier d'autant plus par le reproche qui en sera fait à jamais à ceux qui s'enrôlèrent sous une telle enseigne. »

Drapeaux du régiment Royal-Comtois
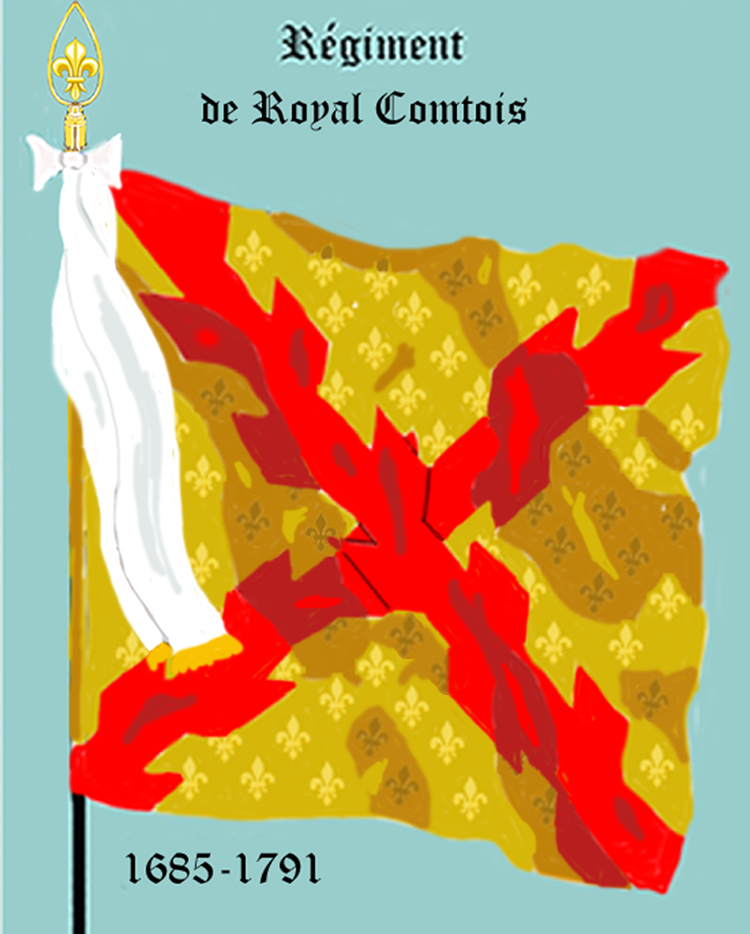
Régiment Royal-Comtois de 1685 à 1791.
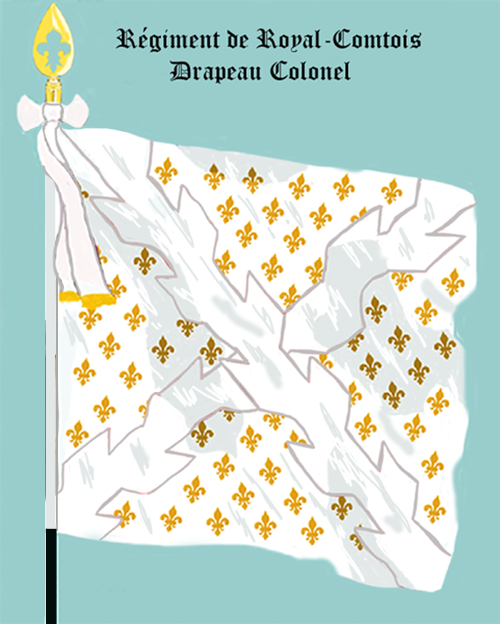
Drapeau colonel.

### Espagne et son empire
L’année 1506 peut être considérée comme celle de la première utilisation en Espagne quand elle a fait son apparition sur les bannières portées par les gardes de Philippe le Beau, bien que d'autres donnent 1525. Après son mariage avec Jeanne de Castille, Philippe devint le premier roi d'Espagne et utilisa la croix de Bourgogne comme emblème, car elle était l'emblème de la maison de sa mère, Marie de Bourgogne.
Le fils de Philippe et Jeanne, Charles Quint, utilisa pour les différentes armées de son empire le drapeau avec la croix de Bourgogne. Néanmoins, le drapeau officiel était toujours blanc. Les monarques espagnols ― les Habsbourg et les  Bourbons ― ont continué à utiliser la croix de Bourgogne sous diverses formes, notamment en tant que support des armes royales.
Comme symbole vexillologique, la croix de Bourgogne était toujours arborée en tant que drapeau secondaire et resta largement utilisée aux Amériques dans l'Empire espagnol jusqu'à la création en 1785 du pavillon espagnol rouge-jaune-rouge sous Charles III.

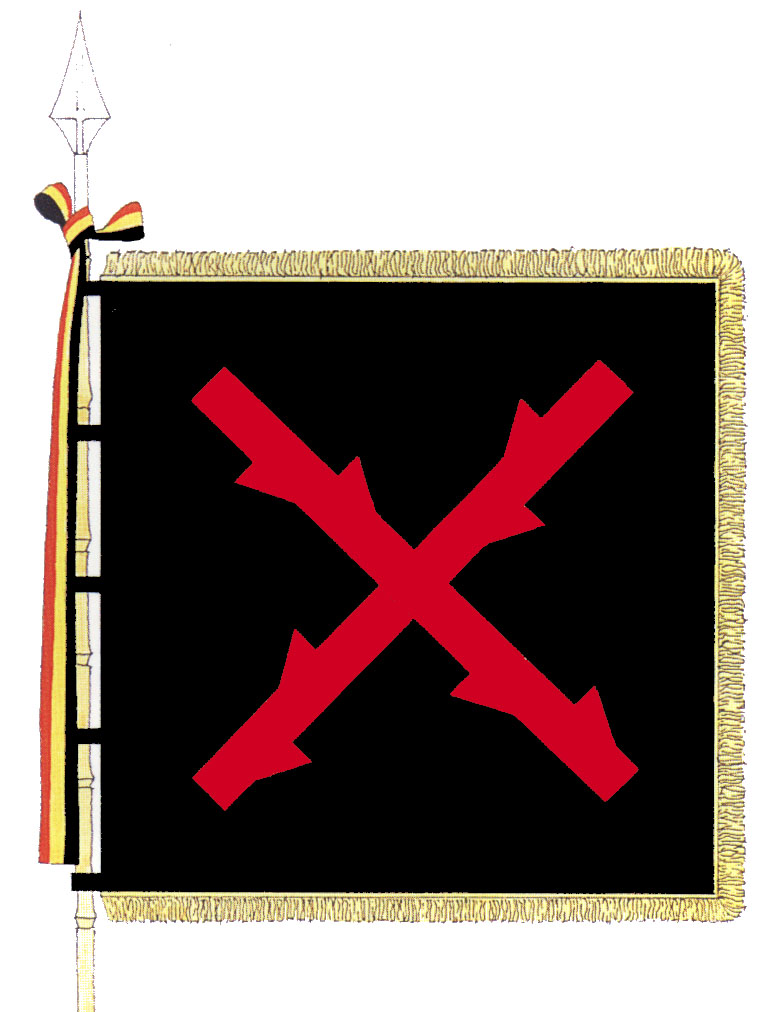
Drapeau de la Légion Wallonie.

La croix de Bourgogne fut également utilisée comme emblème de la Nouvelle-Espagne.

Blason espagnol de 1700 à 1761.
Blason espagnol de 1761 à 1843.
Drapeau de l'Empire espagnol.
Drapeau de la Nouvelle-Espagne.
Pavillon marchand espagnol aboli en 1762.
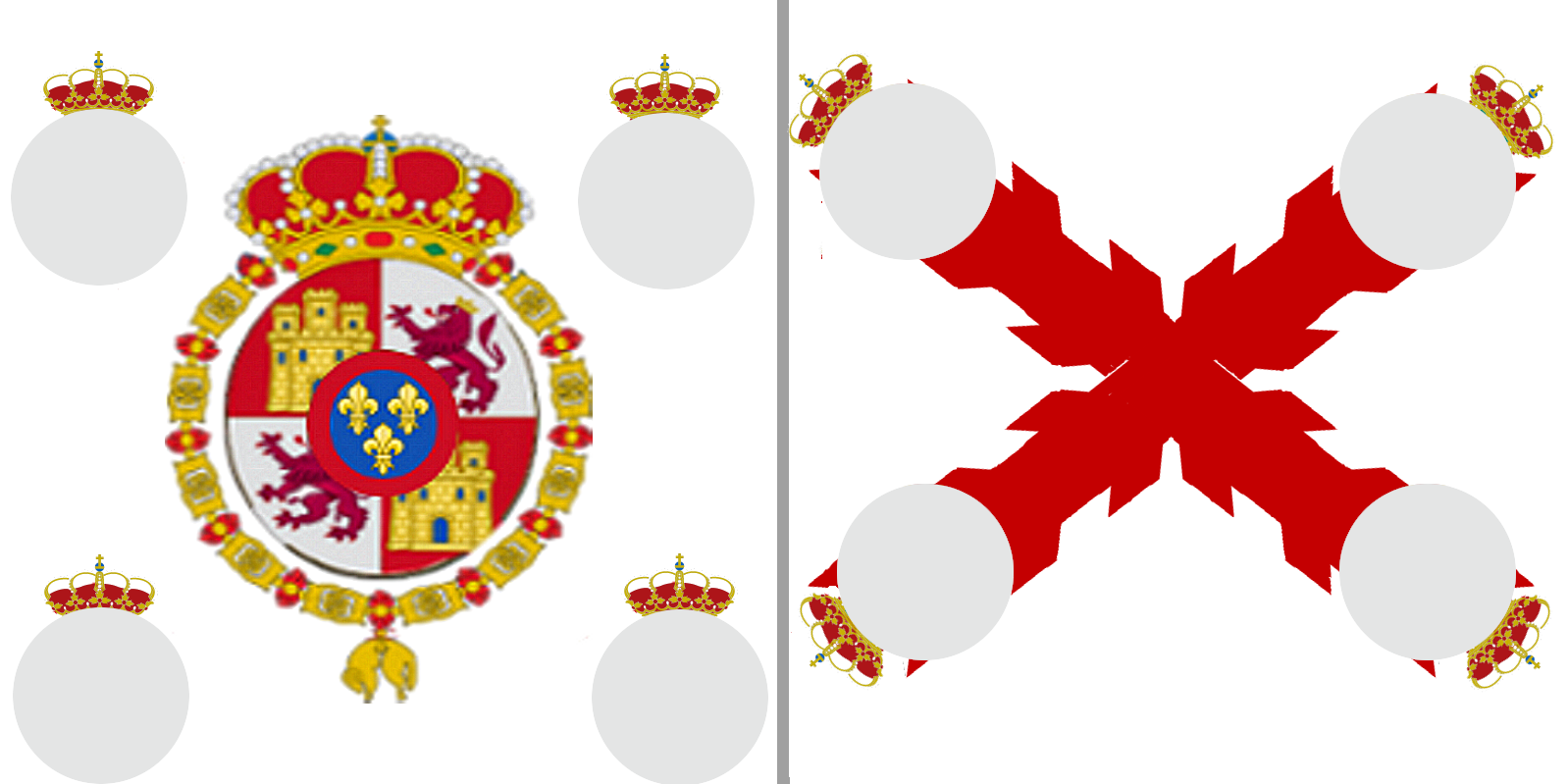
Bannière du régiment royal espagnol Coronela.

#### Emblème des Tercios
Ce fut également l'emblème des Tercios, unité administrative et tactique de l'infanterie espagnole de 1534 à 1704.

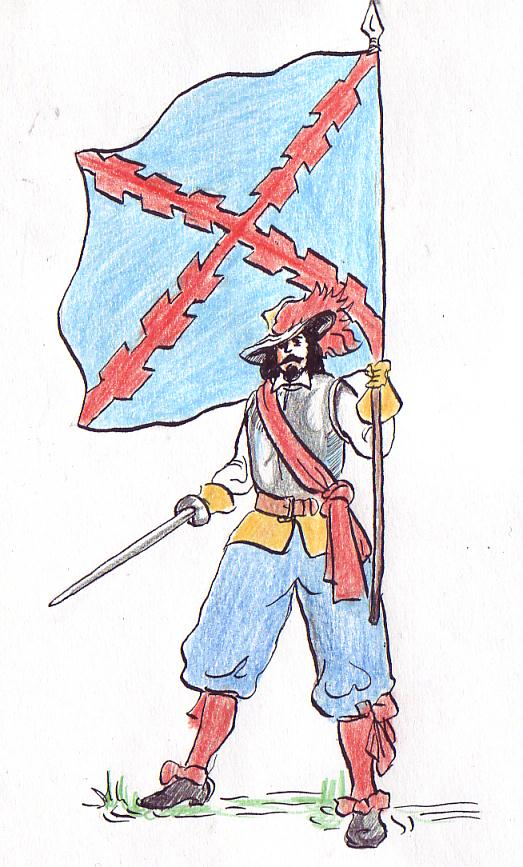
Alferez, porte-étendard, 1650.
Drapeau des Tercios Morados Viejos.
Drapeau des Tercios Morados Viejos (1670), autre version.
Drapeau du Tercio de Ambrogio Spinola jusqu'en 1621.
Drapeau du Tercio de Alburquerque.
Drapeau des Tercios de los Amarillos Viejos (1680).
Drapeau des Tercios de la Liga, en 1571.
Drapeau d'une compagnie au XVIIe siècle).

### Pays-Bas bourguignons et des Habsbourg
Le drapeau fut utilisé comme drapeau des Pays-Bas bourguignons puis Dix-Sept Provinces et ce pendant plusieurs siècles. Ce territoire correspondait grosso modo au Benelux actuel et au Nord-Pas-de-Calais). Cet état faisait partie des états bourguignons puis de l'empire espagnol.
Ensuite, les Pays-Bas des Habsbourg reprit la croix de Bourgogne comme symbole. On trouvait la croix également sur les jetons de compte (en) produits à cette époque dans la région.

Drapeau des Pays-Bas bourguignons.
Drapeau des Pays-Bas des Habsbourg.
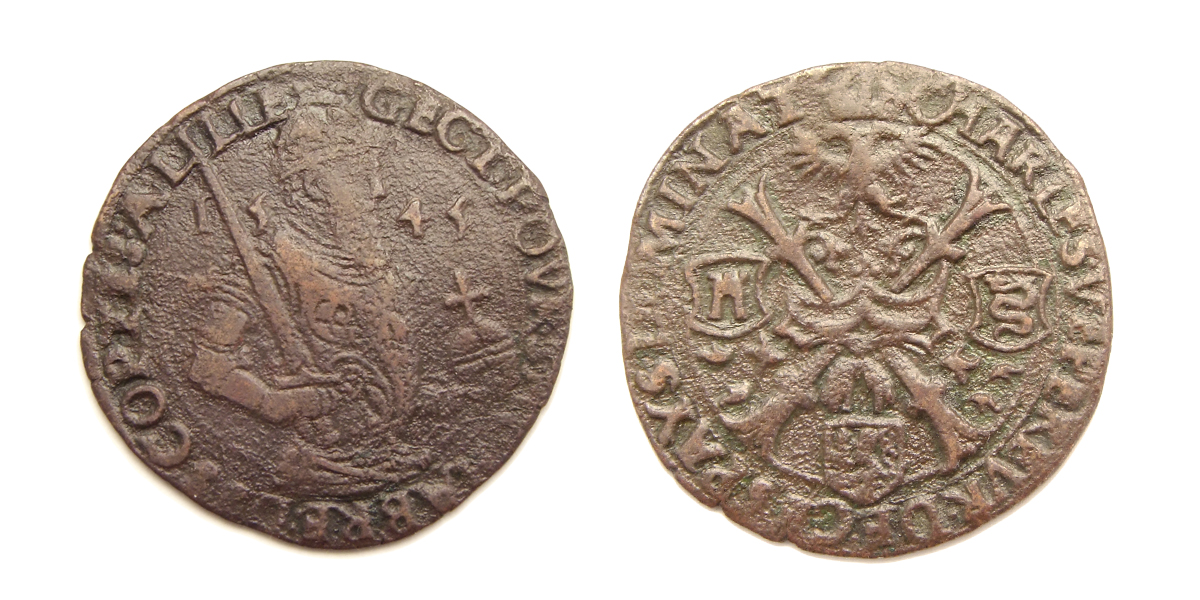
Jeton (en) de la Chambre des comptes de Lille, 1545. Frappé sous le règne de  Charles Quint, montrant une croix de Bourgogne.

### Pays-Bas méridionaux

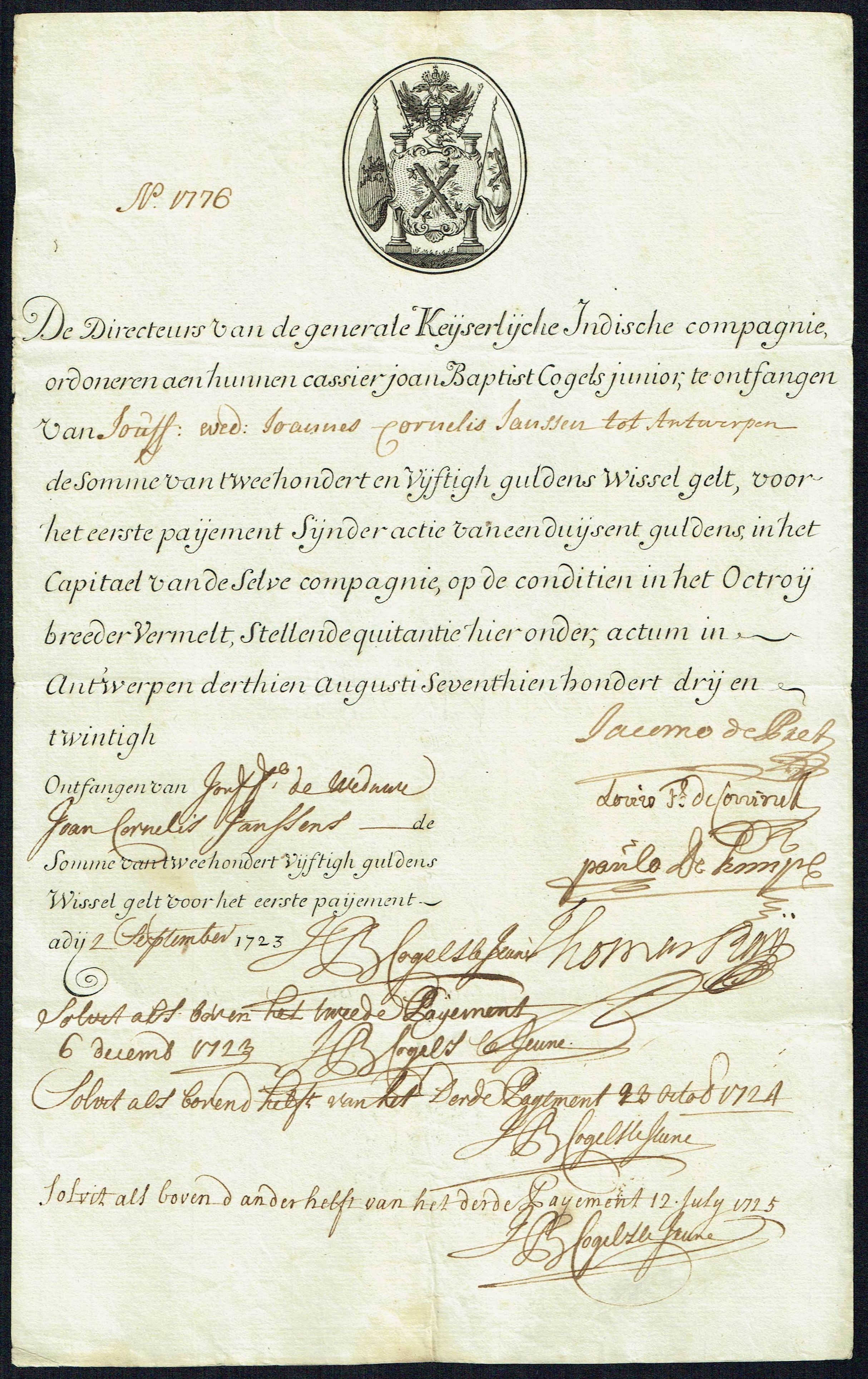
Action de la Compagnie d'Ostende comportant le symbole de la croix de Bourgogne.

Après la division des Pays-Bas des Habsbourg en deux, le symbole est aussi utilisé comme symbole des Pays-Bas espagnols, correspondant à une partie de l'actuelle Belgique, au Luxembourg et aux départements français du Nord et du Pas-de-Calais. Le drapeau des Pays-Bas méridionaux lors de la période autrichienne de 1781 à 1786 était un aigle à deux têtes noir sur une croix de Bourgogne rouge, le tout sur un fond de rouge sur blanc sur jaune.
La croix de Bourgogne se trouvait sur le Thaler à croix bourguignon, une monnaie en argent utilisée dans les Pays-Bas méridionaux.
La croix de Bourgogne était également le symbole de la Compagnie d'Ostende, la compagnie des Indes des Pays-Bas méridionaux. Lors de la domination espagnole, le comté de Flandre avait son propre pavillon qui portait aussi la croix de Bourgogne.

Drapeau des Pays-Bas espagnols.
Pavillon marchand espagnol utilisé en Flandres.
Drapeau des Pays-Bas autrichiens avec la croix de Bourgogne.
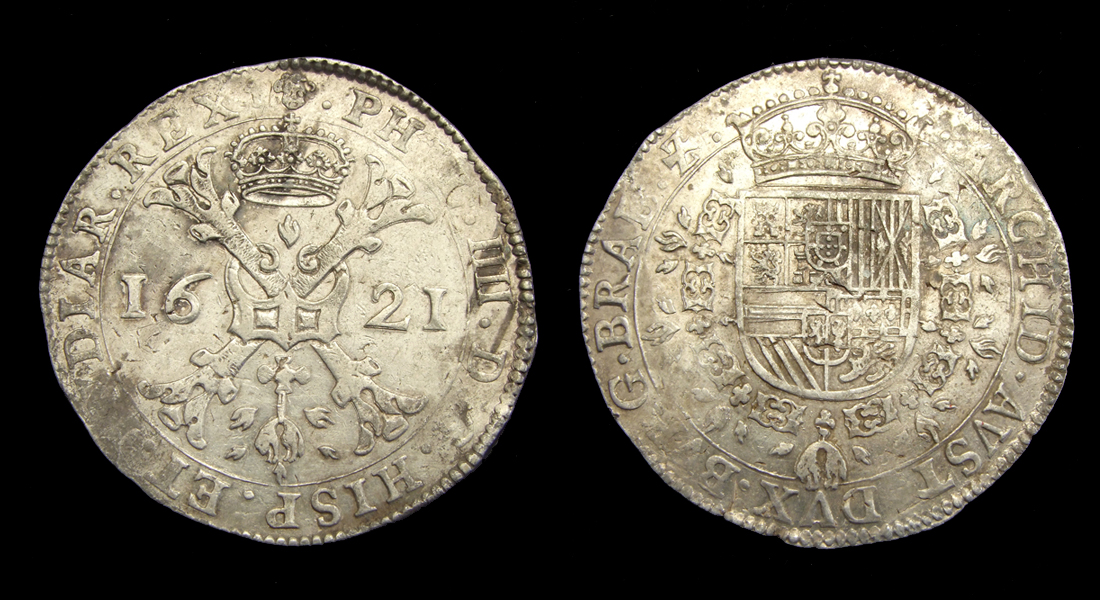
Thaler à croix bourguignon.

### Parti rexiste belge et28edivisionSS Wallonie
Avant et durant la Seconde Guerre mondiale, le parti belge Rex dirigé par Léon Degrelle a adopté la croix de Bourgogne comme emblème. Ce parti a largement collaboré avec l'occupant allemand, faisant de la croix de Bourgogne l'équivalent local de la croix gammée nazie. Le choix de la croix de Bourgogne par le parti Rex était justifié par l'ancienne appartenance de la Belgique à l’État bourguignon que ce parti rêvait de reconstituer, de Bruges à Besançon.
La croix de Bourgogne fut le symbole utilisé par les rexistes sur les étendards de leur division SS durant la Seconde Guerre mondiale. Léon Degrelle rêvait en effet de restaurer les anciens États bourguignons.
Le premier drapeau de la Légion Wallonie fut remis le 8 août 1941, dans la Salle de Marbre du Palais des Beaux-Arts de Bruxelles.
Il s'agissait d'un drapeau à champ noir, à croix de saint André écarlate et frange d’or, c'est-à-dire aux trois couleurs de la Belgique. Ce drapeau ne respectait pas les règles de l'héraldique du fait de la superposition du noir et du rouge (règle de contrariété des couleurs).
Lors du départ du second contingent de la Légion Wallonie, le 10 mars 1942, Victor Mathys remit un nouvel étendard. Celui-ci était blanc, découpé à deux pointes, avec croix de saint André rouge et orné sur ses deux faces d’une banderole avec la devise « Dur et Pur Rex vaincra ». À cette occasion, furent également remis quatre fanions de compagnie reprenant l'étendant mais sans la devise et avec en plus un dextrochère sortant d'un nuage brandissant un glaive représentant le bras de Dieu. L’étendard et les fanions avaient été dessinés par John Hagemans, prévôt de la Jeunesse Rexiste.
Le 8 août 1943, un nouvel étendard et quatre fanions furent remis aux légionnaires. Les fanions de compagnie étaient identiques à ceux remis en mars 1942, mais numérotés de 5 à 8.
L’étendard était identique à celui de 1942, mais avec une nouvelle devise sur la banderole : « Qui s’y frotte s’y pique ».
Dans leur retraite, des officiers de Légion Wallonie auraient confié les drapeaux au bourgmestre d’un petit village allemand, aux alentours de Lubeck. Plusieurs années plus tard, quelques anciens seraient retournés dans ce village où le bourgmestre les aurait soigneusement conservés. Ils auraient alors été remis à Léon Degrelle en Espagne. De fait, Léon Degrelle exposa de tels drapeaux dans son bureau.

## Usages modernes et variantes

### Belgique

#### Pavillon naval

Pavillon naval de l'armée belge.

Le pavillon naval de l'armée belge actuel, qui date de 1950, est un hommage à la croix de Bourgogne tout en réutilisant les couleurs de la Belgique.

#### Académie royale des sciences, des lettres et des beaux-arts de Belgique

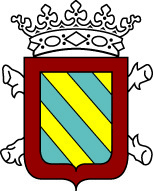
Armes de l'Académie royale de Belgique.

Par lettres patentes du 16 décembre 1772, date de la fondation de l'Académie impériale et royale des sciences et belles-lettres de Bruxelles, l'impératrice Marie-Thérèse d’Autriche accorda à cette Académie un sceau particulier, consistant dans les armes de Bourgogne, avec la légende Sigillum Caesareae Regiae Scientiarum et Litterarum Academiae. Les armes actuelles de l'Académie royale des sciences, des lettres et des beaux-arts de Belgique reprennent les armes des ducs de Bourgogne posées sur la croix de Bourgogne.

#### Croix civique
La Croix civique, décoration belge instituée en 1867, présente la combinaison d'une croix de malte (en émail) d'une croix de bourgogne (en métal).

#### Philippeville

Blason de la ville de Philippeville.

Le drapeau et les armoiries de Philippeville (Belgique) portent une croix bourguignonne de couleur jaune sur fond bleu.

### Bolivie

Drapeau du département de Chuquisaca (Bolivie).

Le drapeau de département bolivien de Chuquisaca est la croix de Bourgogne.

### Chili

Drapeau de Valdivia.

Le drapeau de Valdivia, qui est composé d'une croix rouge sur un champ blanc, proviendrait de la croix de Bourgogne, car la ville de Valdivia, dans le sud du Chili, était une importante place forte de l'empire espagnol.

### Équateur
Le  drapeau de l'État de Quito (es), ancêtre de l'Équateur lors de la révolution de Quito en 1809 était une croix de Bourgogne avec les couleurs inversées.

Drapeau de l'Équateur lors de la révolution de Quito en 1809.

### Espagne

#### Symbole des rois d'Espagne
La croix de Bourgogne était un des symboles de la monarchie espagnole qui l'utilisait parfois comme support de ses armes, jusqu'à l'abdication de Juan Carlos Ier d'Espagne en 2014. Le blason du roi Philippe VI d'Espagne n'a plus en effet ce support, qui reste par contre présent dans les armes du roi Juan Carlos Ier.

Blason du roi Juan Carlos Ier d'Espagne.
Blason du roi Philippe VI d'Espagne.

#### Emblème carliste
La croix de Bourgogne est un des emblèmes du mouvement carliste. Lors de la première guerre carliste (1833-1840), la bannière bourguignonne était cependant portée par l'armée de la reine Isabelle II d’Espagne plus que par l'armée carliste.
Finalement, sous la direction de Manuel Fal Conde, la croix de Bourgogne devint l’insigne carliste en 1934.
Les carlistes ayant participé à la guerre civile espagnole aux côtés du général Franco, ils furent contraints par ce dernier d'intégrer le seul parti autorisé par son gouvernement, la FET de las JONS. Dès lors, le drapeau à croix de Bourgogne devint un symbole officiel du régime franquiste et il flotta à côté du drapeau national et du drapeau de la Phalange espagnole. Les partis politiques se réclamant du carlisme ont repris la croix de Bourgogne après la fin du régime franquiste.

#### Symbole militaire

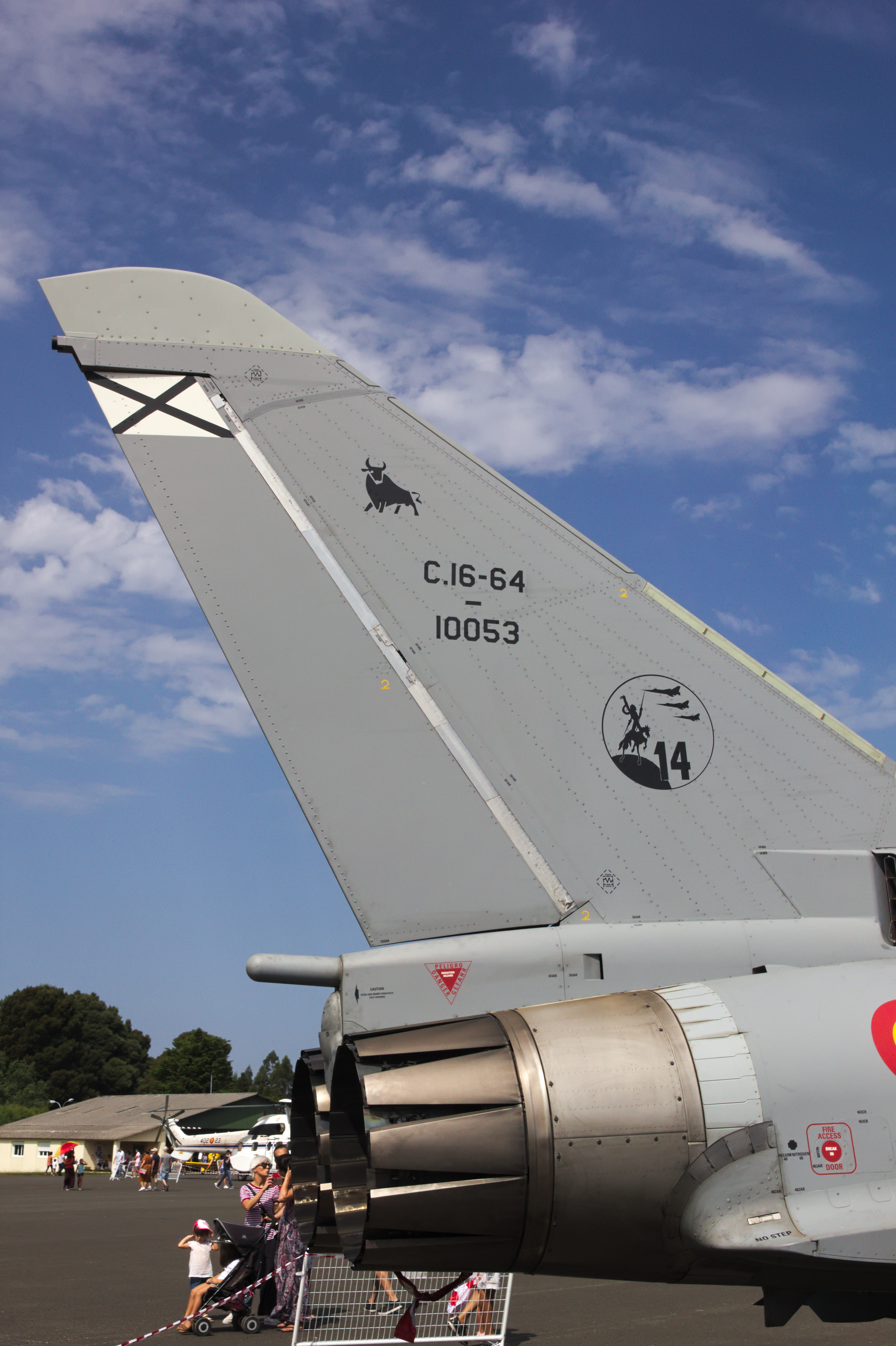
La croix de Bourgogne simplifiée sur un Eurofighter Typhoon de la flotte espagnole.

Blason de la Brigade d'infanterie parachutiste, contenant une croix de Bourgogne jaune.

Le drapeau sur tous les avions de l'armée espagnole, à l'exception de ceux de la Marine, est une version simplifiée de la croix de Bourgogne. Selon certaines sources, le marquage espagnol, une croix noir sur fond blanc, provient de la suppression du drapeau rouge, jaune et violet de la force aérienne républicaine, à la suite de la perte d'avions de guerre tués par des tirs amis durant l'été 1936.
La croix de Bourgogne est présente comme symboles de nombreuses unités de l'armée espagnole, notamment le blason de la Brigade d'infanterie parachutiste.

#### Villes
Le drapeau de la ville de Huesca arbore une croix de Bourgogne.
Le drapeau de la ville de Baztan arbore une croix de Saint-André rouge en rappel de la croix de Bourgogne.

Drapeau de la ville de Huesca.
Drapeau de la ville de Baztan.

### États-Unis

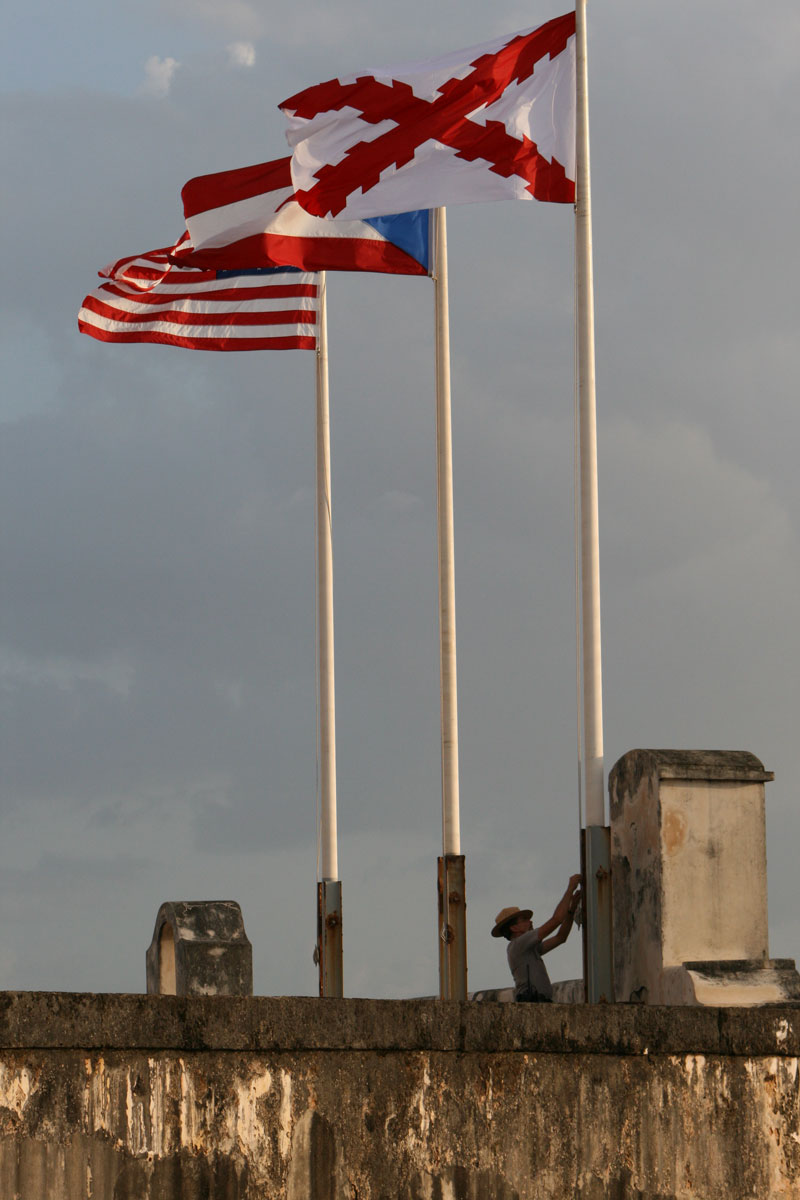
Croix de Bourgogne à côté des drapeaux de Porto Rico et des États-Unis à Fort San Cristóbal à San Juan, Porto Rico.

- Les drapeaux de l'Alabama et de la Floride comprennent chacun une croix de Saint André rouge unie rappelant la Nouvelle-Espagne dont ils faisaient partie et son drapeau qu'ils ont utilisé une partie du XIXe siècle.

Le drapeau de l'Alabama.
Le drapeau de la Floride.

- Un drapeau à croix de Bourgogne flotte toujours au sommet du Fort de San Cristóbal et du Fort San Felipe del Morro, anciennes fortifications espagnoles à San Juan  à Porto Rico, ainsi que sur le Castillo de San Marcos à Saint Augustine en Floride.

### France

#### Nancy
La place de la Croix-de-Bourgogne rend hommage à Charles le Téméraire, qui y aurait trouvé la mort à l'issue de la bataille de Nancy, le 5 janvier 1477, contre les troupes de René II, duc de Lorraine,.
La croix est aujourd'hui utilisée en Bourgogne par les supporters des clubs sportifs[réf. nécessaire].

### Pays-Bas

#### Décoration militaire

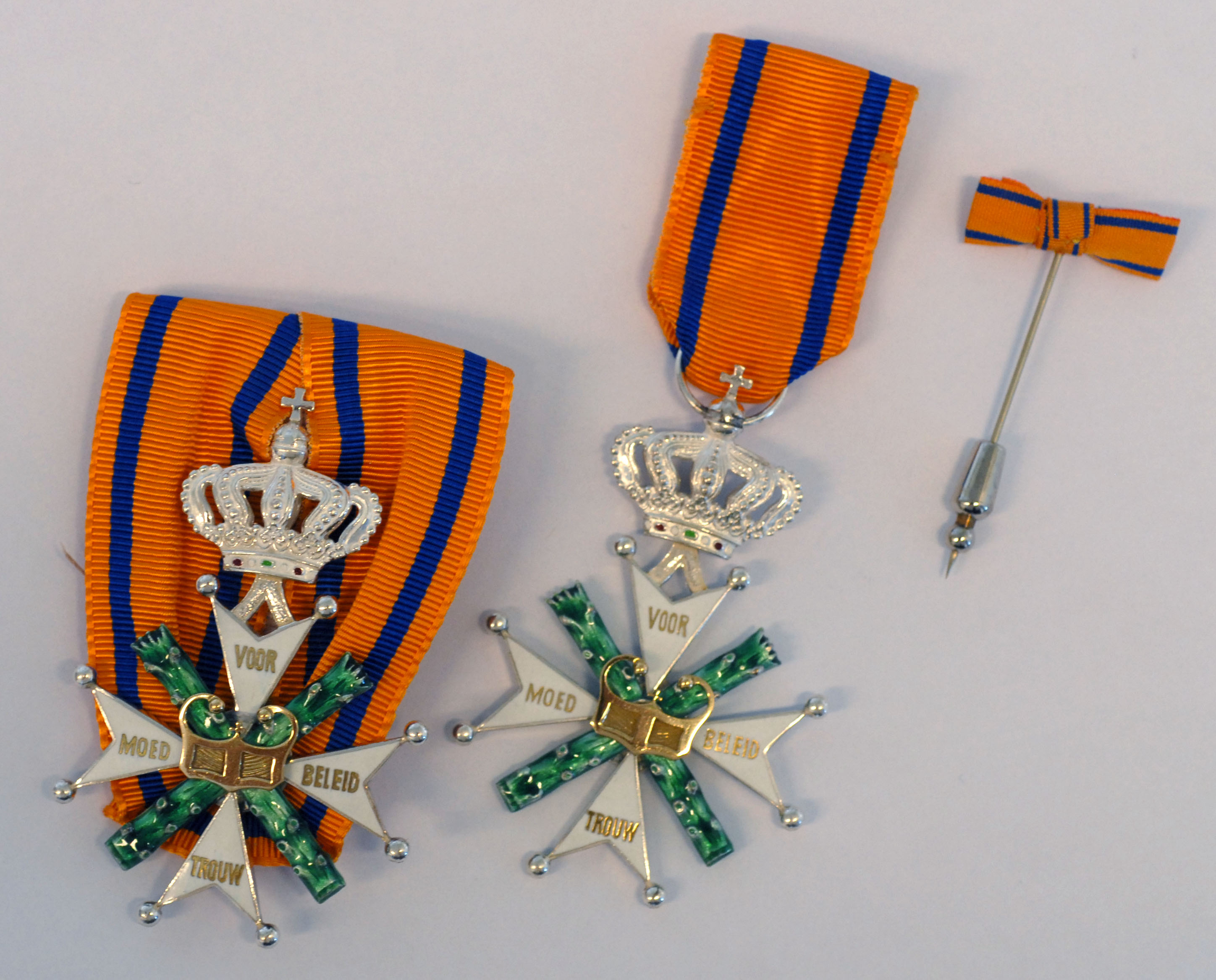
Décoration avec la croix verte bourguignonne.

L'ordre militaire de Guillaume, la plus importante décoration militaire néerlandaise depuis 1815, porte une croix blanche maltaise et une croix verte bourguignonne.

#### Eijsden
Le drapeau de l'ancienne commune néerlandaise de Eijsden et ses armoiries portaient une croix de Bourgogne de 1966 jusqu'en 2011 lors de la fusion de la commune.

#### Reconstitution de la bataille de Grolle
Lors de la reconstitution de la bataille de Grolle, le drapeau est utilisé comme drapeau du camp espagnol.

Blason de Eijsden.
Drapeau de Eijsden.
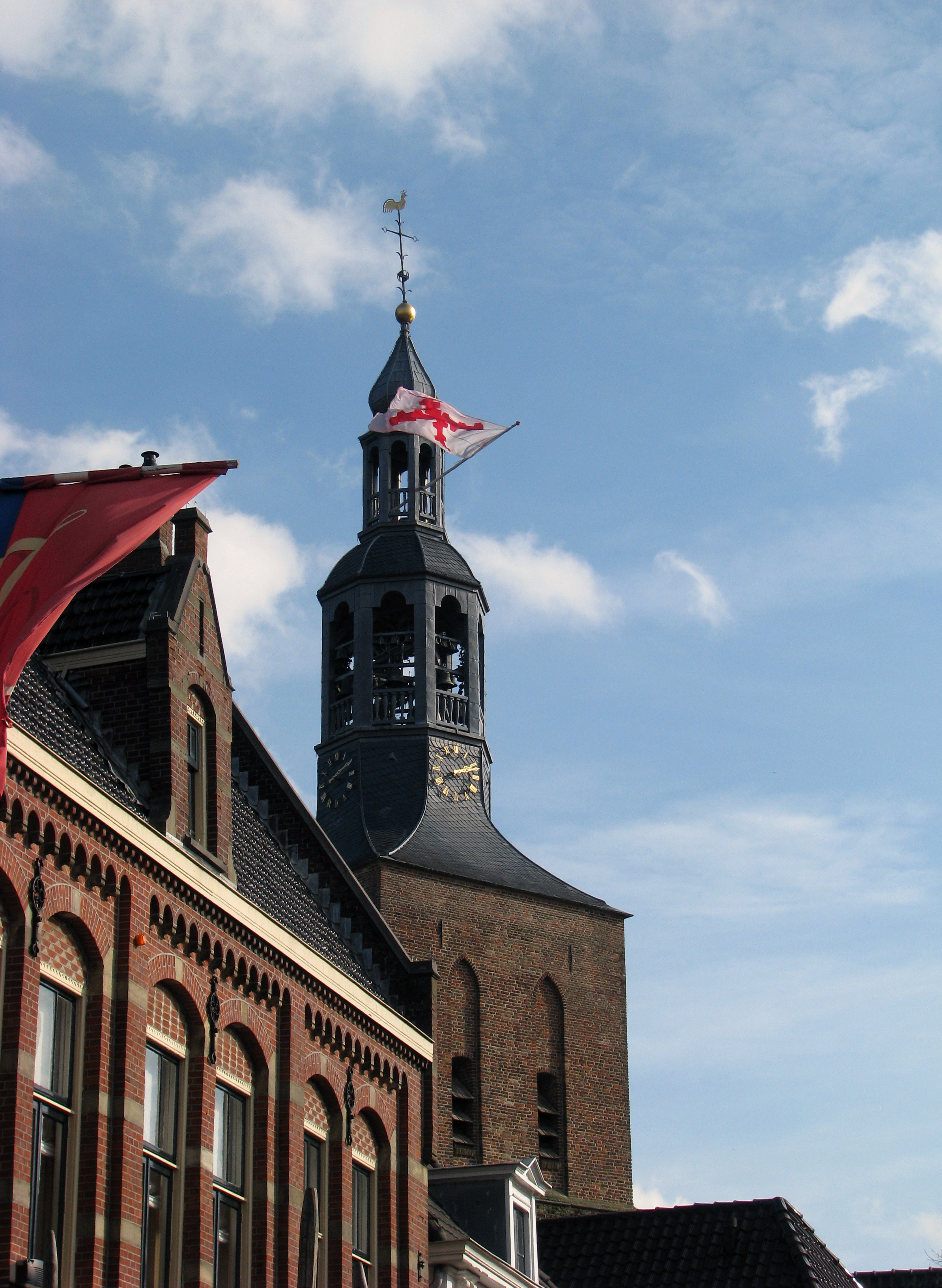
Drapeau de l'Empire espagnol sur une église de Gueldre (Pays-Bas) lors de la reconstitution du siège de Groenlo.
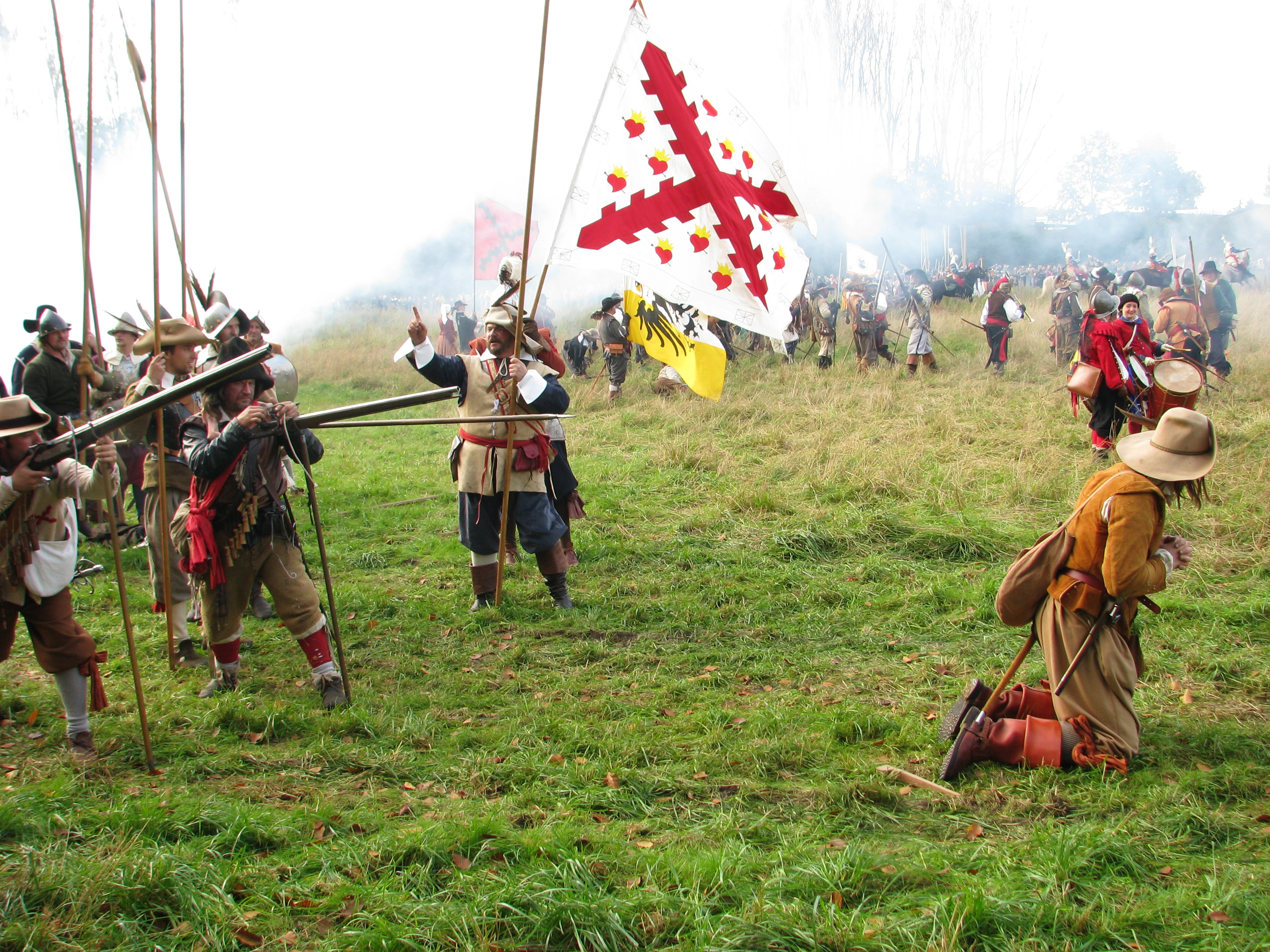
Reconstitution des troupes espagnoles de la bataille de Grolle.

## Usage dans la culture populaire
Dans le film Kaamelott, les Burgondes utilisent la croix de Bourgogne comme emblème sur leurs étendards lors des scènes de batailles, bien que ce ne soit pas mis en avant.

## Galeries

Drapeau de l'Ayuntamiento de México (es), le conseil municipal de Mexico.
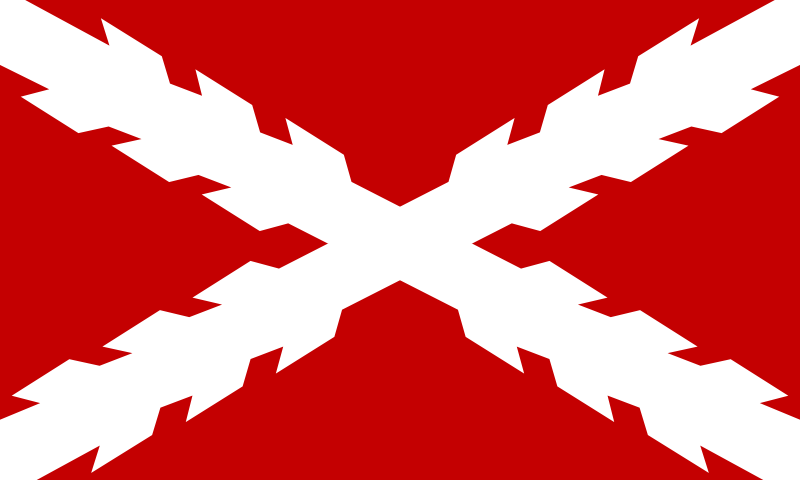
Pavillon de Biscaye (XVIIe siècle).
Croix de Bourgogne couronnée et muni des insigne de l'ordre de la Toison d'or.